# Zellkulturlabor

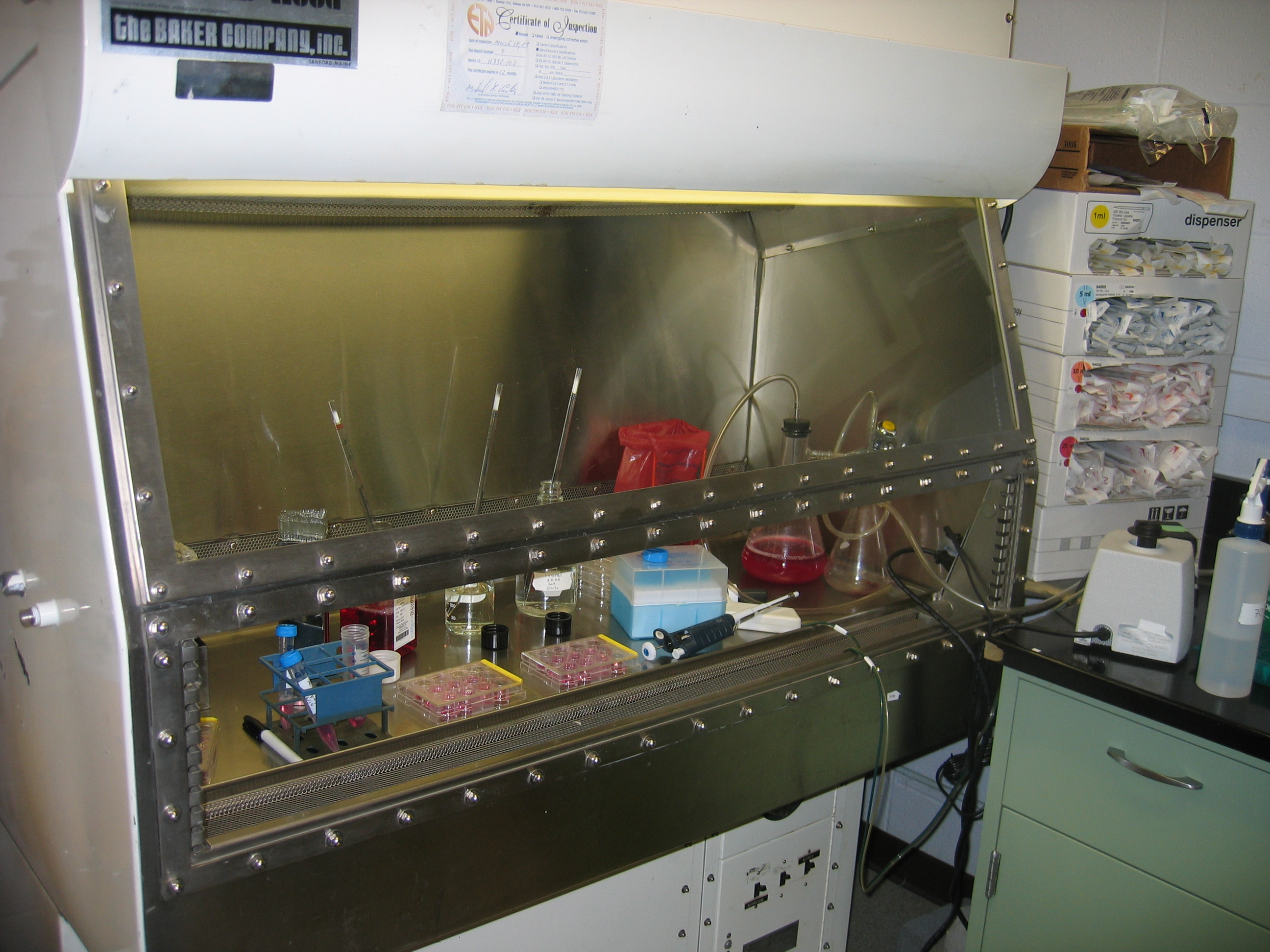
Sicherheitswerkbank der Klasse II

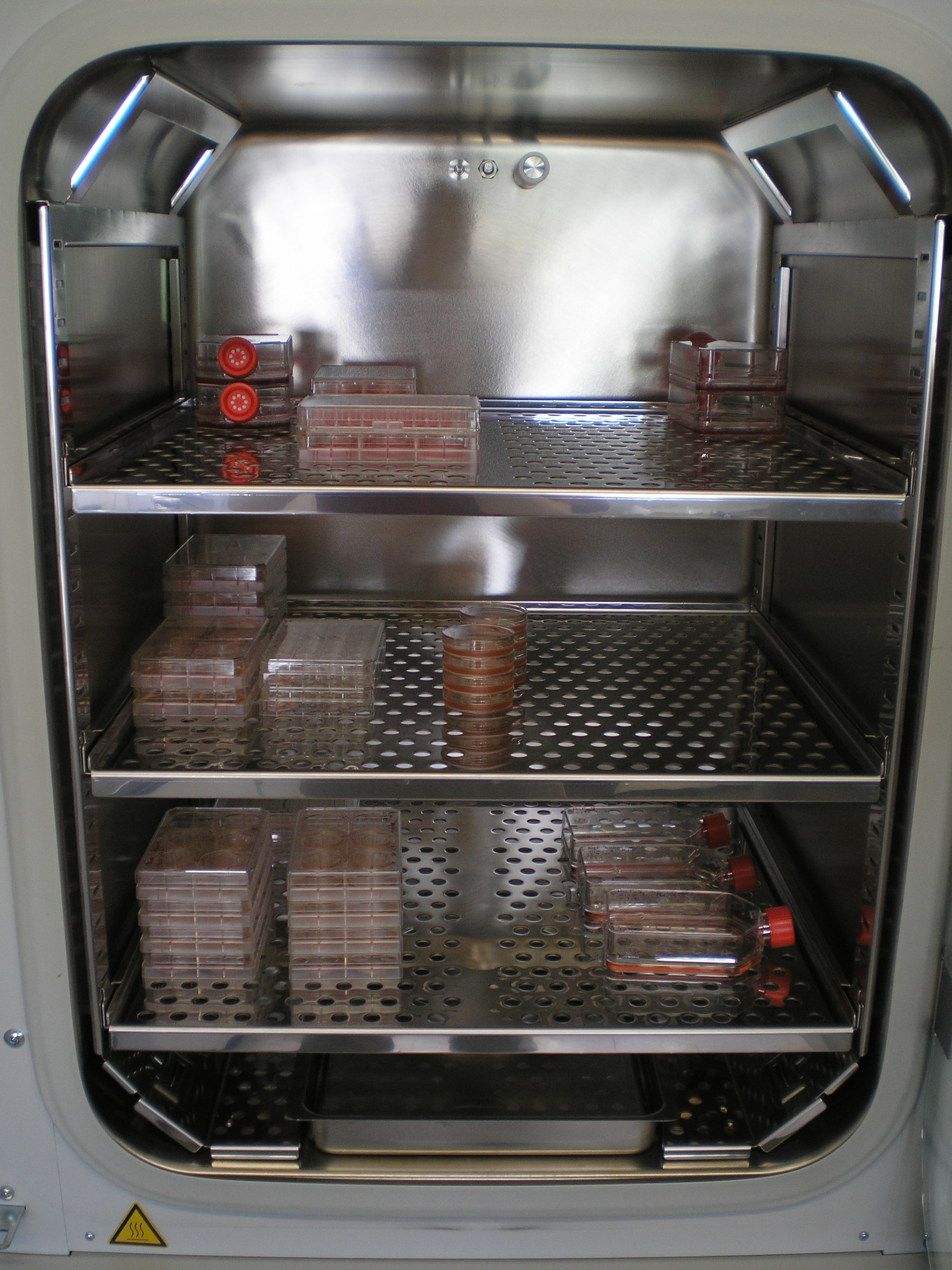
Inneres eines CO_{2}-Inkubators

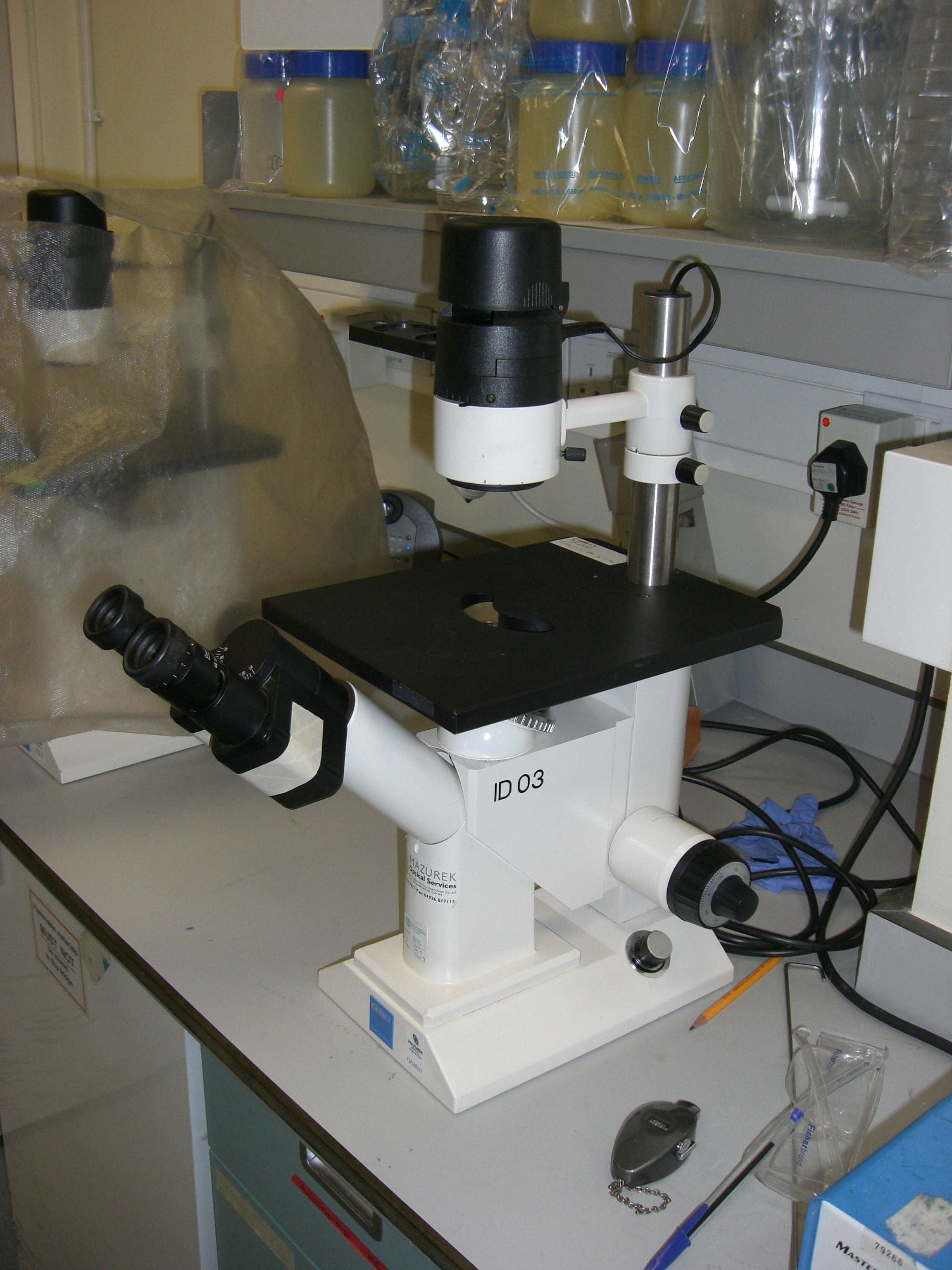
Inversmikroskop

Ein Zellkulturlabor ist ein Labor für die Zellkultur.

## Eigenschaften
Ein Zellkulturlabor ist meistens ein Labor zur Kultur von Zellen mehrzelligen Ursprungs. Aufgrund der Kontaminationsgefahr erfolgen die Arbeiten mit Zellen unter sterilen Bedingungen. Die Abfolge der Arbeiten ist so eingerichtet, dass die Zellen nur mit sterilen Materialien in Kontakt kommen. Die Einrichtung des Labors richtet sich nach den verwendeten Zellen und Zelllinien und der daraus folgenden biologischen Schutzstufe der verwendeten Materialien, aus der sich die biologische Sicherheitsstufe (BSL) des Labors ergibt.

### Laborgeräte
Typische Laborgeräte in einem Zellkulturlabor sind z. B. ein Inkubator meist mit Kohlendioxidbegasung und Luftfeuchtigkeitsregelung, eine Sicherheitswerkbank für die sterilen Arbeiten, ein Inversmikroskop und eine Zählkammer zur Bestimmung der Lebendzellzahl (alternativ ein Coulter-Zähler), eine Zentrifuge zur Trennung von Zellen und Kulturmedium, ein Wasserbad zur Erwärmung der Kulturmedien, ein Aspirator zum Absaugen von Flüssigkeiten mit einer Woulfeschen Flasche als Auffangbehälter, eine Kühl-Gefrierschrankkombination für die kurzfristige Lagerung von biologischem Material, ein Waschbecken mit Seifenspender und Spender für Desinfektionsmittel und einen autoklavierbaren Mülleimer (umgangssprachlich Autoklaveneimer).

## Hygiene
Das Zellkulturlabor soll zur Minderung einer Ablagerung von Staub nur notwendige horizontale Flächen aufweisen. Das Waschbecken und der Autoklaveneimer werden an einem kontaminationsanfälligeren Ort im Labor positioniert, z. B. am Eingang des Raumes. Flächen werden mindestens einmal pro Woche gereinigt und die Laborkittel gewechselt. Verbrauchsmaterial wird nur in monatlich benötigten Mengen im Zellkulturlabor gelagert. Kartons mit Verbrauchsmaterial werden außerhalb des Zellkulturlabors gelagert. Geräte für die Analyse, Kryokonservierung oder den Zellaufschluss der Zellen, die nicht zwingend steril sein müssen, werden außerhalb des Zellkulturlabors aufgestellt, z. B. FACS oder Materialien für die Immunhistochemie, eine DNA-, RNA- oder eine Proteinreinigung.
Der Bodenbelag eines Zellkulturlabors ist zur leichteren Reinigung wasserfest, möglichst nahtlos dicht verlegt und umlaufend an den Rändern aufgekantet. Die Oberflächen in Zellkulturlaboren sollen wasserfest und porenfrei sein.

## Sonderformen
Sonderformen eines Zellkulturlabors mit zusätzlichen Anforderungen sind IVF-Labore, GMP-Produktionslabore sowie BSL-3- und BSL-4-Labore. Für gentechnische Arbeiten ist in Deutschland eine Registrierung des Zellkulturlabors beim zuständigen Landesamt und je nach biologischer Schutzstufe eine Anzeige bzw. Genehmigung der Arbeiten erforderlich. Für Arbeiten mit Krankheitserregern ist in Deutschland eine Genehmigung des zuständigen Landesamts erforderlich.